# Нова-Кампина
Нова-Кампина (порт. Nova Campina) — муниципалитет в Бразилии, входит в штат Сан-Паулу. Составная часть мезорегиона Итапетининга. Входит в экономико-статистический микрорегион Итапева. Население составляет 8830 человек на 2006 год. Занимает площадь 385,328 км². Плотность населения — 22,9 чел./км².
Праздник города — 12 марта.

## История
Город основан 30 декабря 1991 года.

## Статистика
- Валовой внутренний продукт на 2003 составляет 71 712 314,00 реалов (данные: Бразильский институт географии и статистики).
- Валовой внутренний продукт на душу населения на 2003 составляет 8825,05 реала (данные: Бразильский институт географии и статистики).
- Индекс развития человеческого потенциала на 2000 составляет 0,709 (данные: Программа развития ООН).